# 킬리섬
킬리섬(Kili Island)은 태평양에 위치한 마셜 제도의 섬으로, 랄리크 열도에 속한다. 마셜 제도를 구성하는 24개 입법 선거구 가운데 하나이며 잴루잇 환초에서 남서쪽으로 48km 정도 떨어진 곳에 위치한다. 석호나 암초는 없으며 육지 면적은 0.93km2, 인구는 600명(2005년 기준)이다.